# Nuoto sincronizzato ai campionati europei di nuoto 2018 - Duo misto (programma libero)
La competizione di nuoto sincronizzato - Duo misto libero dei Campionati europei di nuoto 2016 si è disputata la mattina del 7 agosto 2018 presso lo Scotstoun Sports Campus di Glasgow. In totale si sono contese il podio 5 coppie miste di atleti.

## Medaglie
| Posizione | Atleta                                 | Paese  |
| --------- | -------------------------------------- | ------ |
| Oro       | Majja Gurbanberdieva Aleksandr Mal'cev | Russia |
| Argento   | Manila Flamini Giorgio Minisini        | Italia |
| Bronzo    | Berta Ferreras Pau Ribes               | Spagna |

## Risultati
| Pos. | Atleti                                     | Nazione | Punti   |
| ---- | ------------------------------------------ | ------- | ------- |
|      | Majja Gurbanberdieva Aleksandr Mal'cev     | Russia  | 92.4000 |
|      | Manila Flamini Giorgio Minisini            | Italia  | 90.7333 |
|      | Berta Ferreras Pau Ribes                   | Spagna  | 85.4333 |
| 4    | Vasileios Gkortsilas Nikoleta Papegeorgiou | Grecia  | 74.9333 |
| 5    | Gökçe Akgün Rezzan Eda Tunçay              | Turchia | 72.2000 |